# 조커: 폴리 아 되
《조커: 폴리 아 되》(영어: Joker: Folie à Deux)는 2024년 9월 4일에 개봉한 미국의 뮤지컬, 심리 스릴러 영화이다. 2019년 영화 《조커》의 속편이며, 전작에 이어 토드 필립스가 감독을 다시 한번 맡는다. 제81회(2024년) 베네치아 영화제 황금사자상 경쟁후보작이다.

## 전제
《조커》 (2019년) 사건 2년 후, 현재 아캄 주립 병원의 환자인 아서 플렉은 같은 병동의 환자 리 퀸젤과 사랑에 빠진다. 두 사람이 연결된 정신 이상을 통해 삶을 뮤지컬처럼 경험하는 동안, 아서의 추종자들은 그를 해방시키기 위한 운동을 시작한다.

## 출연진
- 호아킨 피닉스 - 아서 플렉 / 조커
- 레이디 가가 - 할리 퀸
- 자지 비츠 - 소피 듀몬드
- 브렌던 글리슨 - 재키 설리반
- 캐서린 키너 - 메리앤 스튜어트
- 제이컵 로플랜드 - 리키 멜린
- 해리 로티 - 하비 덴트
- 스티브 쿠건 - 패디 마이어스
- 리 길 - 게리 퍼들스
- 켄 렁 - 빅터 리우 박사
- 코너 스토리 - 젊은 수감자 역

## 기타
- 촬영장 유출 사진과 1차 예고편의 법정 앞 군중들이 들고 있는 ‘하비 덴트’ 표지판을 통해 검사 시절의 하비 덴트가 등장할 가능성이 높아 보인다. 2차 예고편에서도 하비 덴트의 등장 사실이 확인되었다. 따라서 스토리상 아서와 대립할 것으로 예상되며, 얼굴에 부상을 입는 장면도[4] 나올 가능성이 크다.[5] 또한 전작의 개리가 법정에 증인으로 출석하는 장면이 등장해 재등장이 확정됐다.
- 1편을 비롯해 주인공의 행동이 미치는 영향이 파이트 클럽과 비슷하게 작용하는 영화이다. 또한 해당 영화엔 자레드 레토가 출연하는데, 그도 조커로 출연을 한 바가 있다.